# Collège Mariama (Stadtviertel)
Collège Mariama (auch: Sabon Gari, Sabongari) ist ein Stadtviertel (französisch: quartier) im Arrondissement Niamey III der Stadt Niamey in Niger.

## Geographie

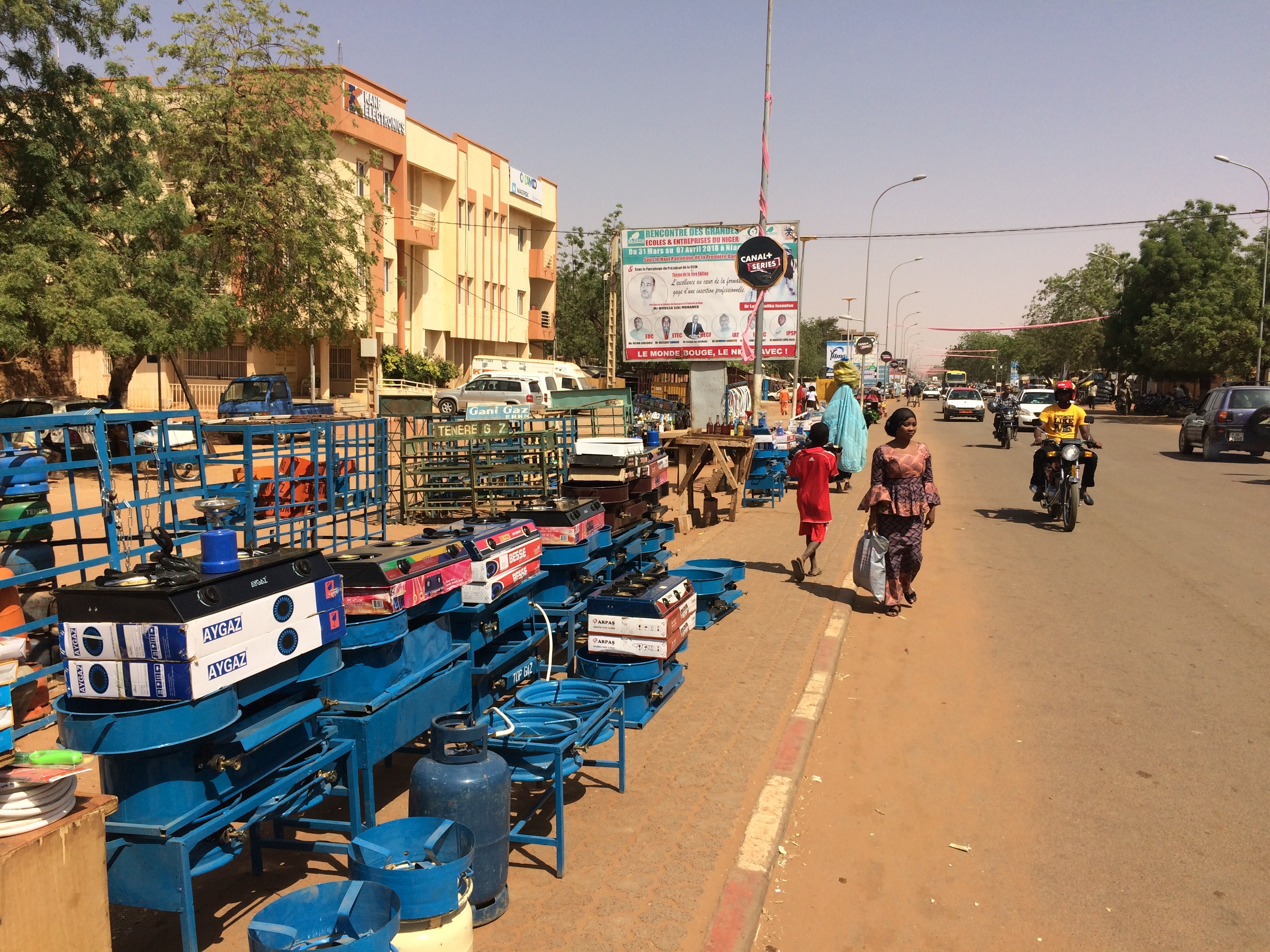
Verkauf von Kochherden und Gasbrennern an der Avenue de l’Entente in Collège Mariama (2019)

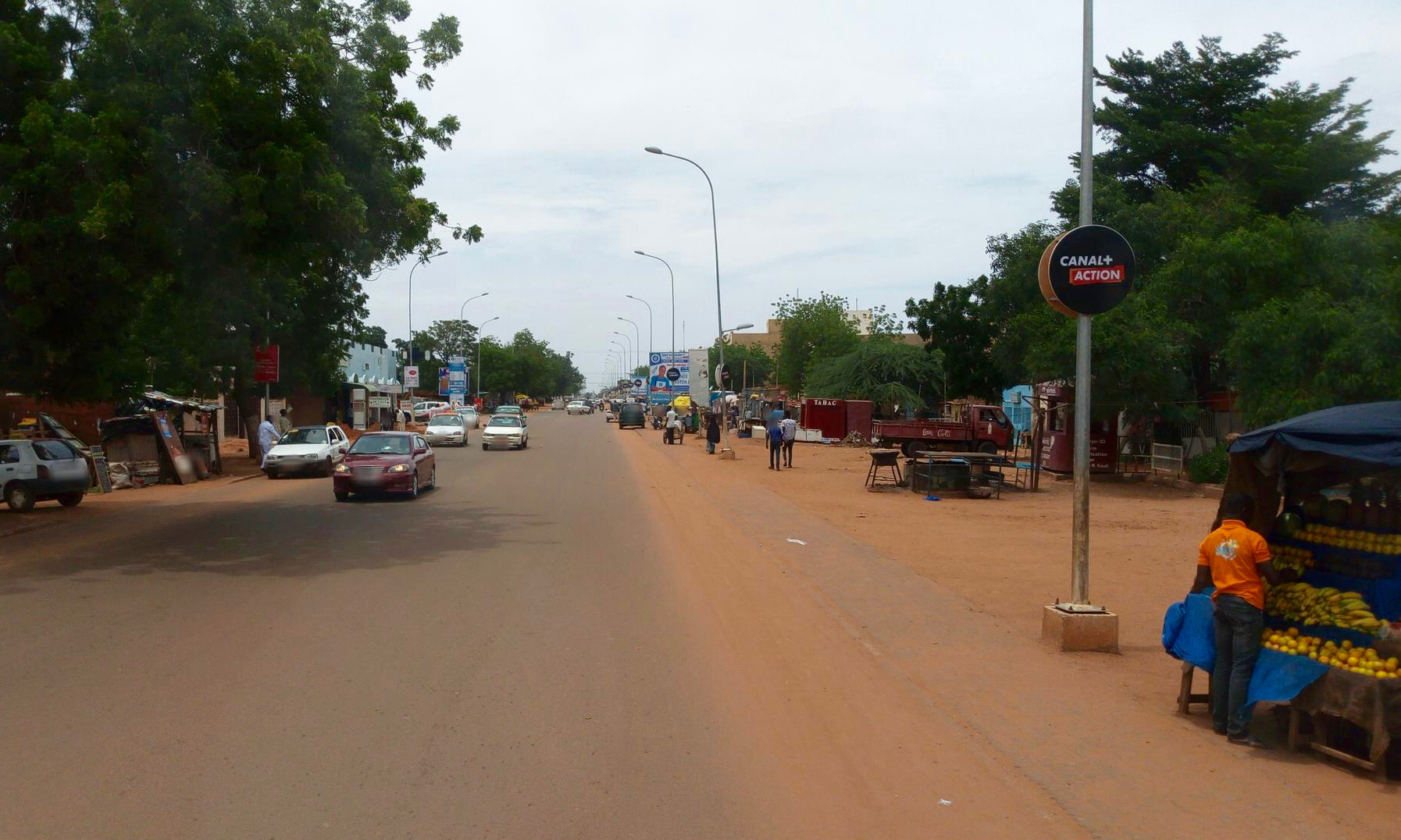
Die Avenue de l’Entente an der Grenze zwischen den Stadtvierteln Collège Mariama und Poudrière (2018)

Collège Mariama befindet sich im Osten des Stadtzentrums von Niamey. Die angrenzenden Stadtviertel sind Kalley Sud im Nordwesten, Poudrière im Nordosten und Südosten sowie Nouveau Marché im Südwesten. Collège Mariama erstreckt sich über eine Fläche von etwa 63,6 Hektar und liegt in einem Tafelland mit Sandschicht, die abgesehen von einem kleinen Abschnitt im Norden weniger als 2,5 Meter tief ist, wodurch nur eine begrenzte Einsickerung möglich ist.
Das Standardschema für Straßennamen in Collège Mariama ist Rue NM 1, wobei auf das französische Rue für Straße das Kürzel NM für Nouveau Marché und zuletzt eine Nummer folgt. Dies geht auf ein Projekt zur Straßenbenennung in Niamey aus dem Jahr 2002 zurück, bei dem die Stadt in 44 Zonen mit jeweils eigenen Buchstabenkürzeln eingeteilt wurde. Diese Zonen decken sich nicht zwangsläufig mit den administrativen Grenzen der namensgebenden Stadtteile. So wird das Schema Rue NM 1 nicht nur im Stadtviertel Nouveau Marché, sondern unter anderem auch in Collège Mariama angewendet.

## Geschichte
Collège Mariama gehört historisch zum Stadtteil Kalley. Es ist nach der gleichnamigen, im Stadtviertel gelegenen Schule Collège Mariama benannt. Der alternative Ortsname Sabon Gari kommt aus der Sprache Hausa und bedeutet „neue Stadt“.
Die Siedlung entstand in den 1960er Jahren östlich des alten Stadtzentrums von Niamey. Mit der Einteilung von Niamey in fünf Distrikte im Jahr 1979 wurde Collège Mariama Teil des 3. Distrikts, der 1989 mit dem 4. Distrikt in der Teilgemeinde Niamey II aufging, die wiederum 1996 in der bisherigen Form aufgelöst wurde.

## Bevölkerung
Bei der Volkszählung 2012 hatte Collège Mariama 9523 Einwohner, die in 1758 Haushalten lebten. Bei der Volkszählung 2001 betrug die Einwohnerzahl 10.536 in 1628 Haushalten und bei der Volkszählung 1988 belief sich die Einwohnerzahl auf 16.476 in 2684 Haushalten.

## Infrastruktur
Die römisch-katholische Privatschule Collège Mariama, ursprünglich eine reine Mädchenschule, wurde 1962 gegründet. Die öffentliche Grundschule Ecole primaire de Sabongari besteht seit dem Jahr 1970. Das Ausbildungszentrum Complexe d’Enseignement Technique Asni (CET-ASNI) bietet acht verschiedene Lehrgänge zu Technik und Verwaltung an.